# 武内智
武内 智（たけうち さとし、1952年（昭和27年） - ）は、日本の実業家。

## 経歴
- 1952年：北海道生まれ
- 1977年：千葉工業大学工業経営学科卒業
  - すかいらーく入社
- 1983年：北鮪水産に入社
- 1984年：札幌市でレストラン経営を始める
- 1988年：聘珍樓に和食の新規事業開発室長として入社
- 1991年：平成フードサービス取締役副社長就任
- 1999年：NPO法人北海道有機認証協会理事就任
- 2001年：渡邉美樹にスカウトされ、ワタミフードサービス入社商品本部長に就任
- 2002年：ワタミファーム代表取締役就任
- 2003年：農業生産法人ワタミファーム代表取締役
- 2010年：農業生産法人ワタミファーム顧問に就任
- 2016年：株式会社オーガニックパートナーズ設立、代表取締役に就任

## テレビ番組
- 日経スペシャル ガイアの夜明け 野菜ビジネス新時代（2004年1月6日、テレビ東京）[1]。

## 執筆活動
- 日本食糧新聞『30周年記念寄稿「企業の農業参入の留意点」』
- 日経ビジネス等の雑誌に多数出稿